# Florence (Dél-Dakota)
Florence város az USA Dél-Dakota államában, Codington megyében. Lakosainak száma 337 fő (2020. április 1.).

## Népesség
A település népességének változása:

| 2010 | 374 |
| 2020 | 337 |